# Apiin
Apiin ist eine chemische Verbindung aus der Gruppe der Flavon-Glycoside.

## Eigenschaften
Apiin ist ein brennbarer, schwer entzündbarer Stoff. Bei Raumtemperatur sind seine Kristalle weiß und geruchlos. Apiin zersetzt sich bei Erhitzung über 262–264 °C. Das Aglykon des Apiins ist Apigenin. Endständig befindet sich eine Apiose. Apiin ist entzündungshemmend durch eine Hemmung der iNOS.

## Vorkommen

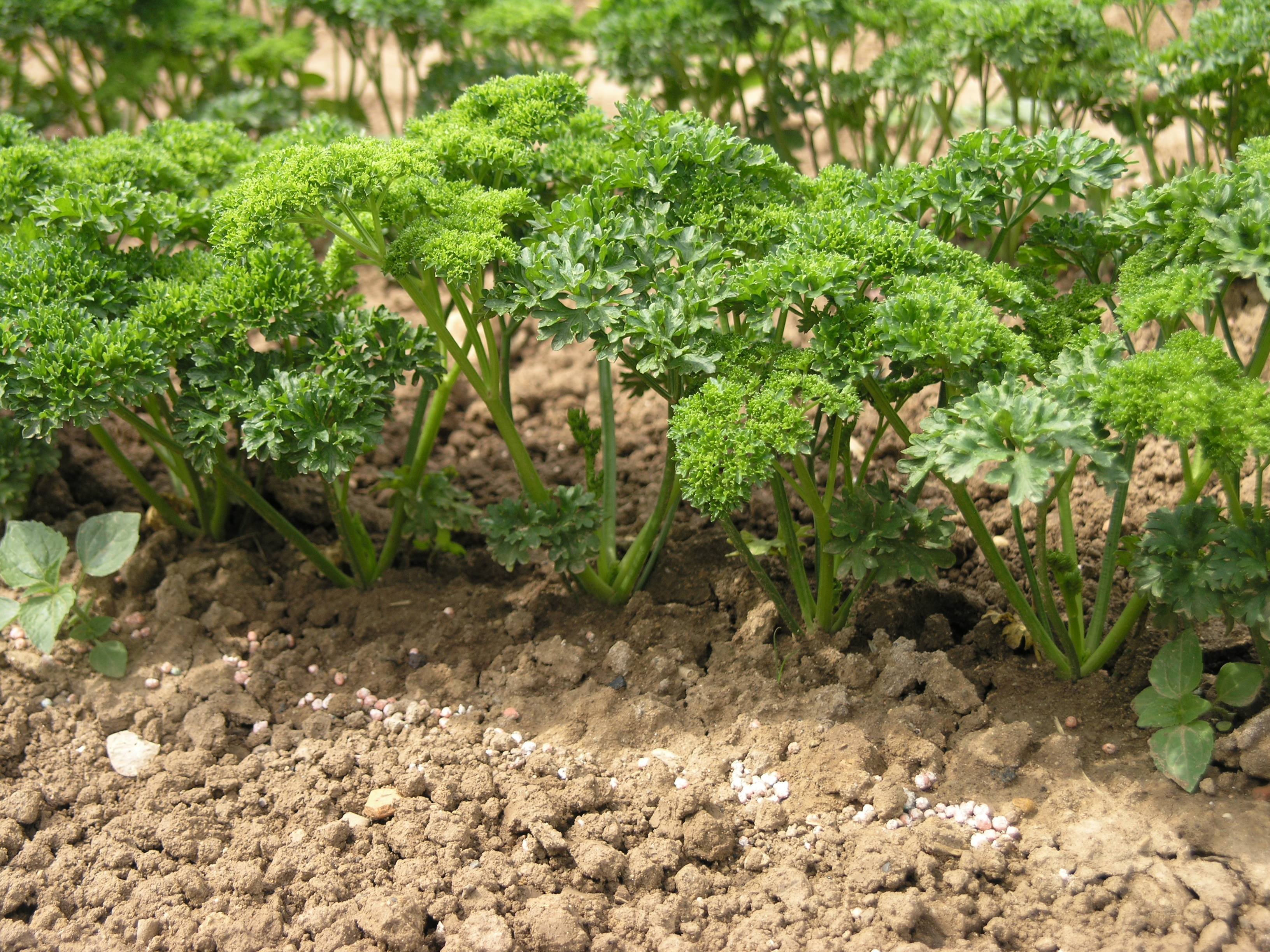
Krause Petersilie

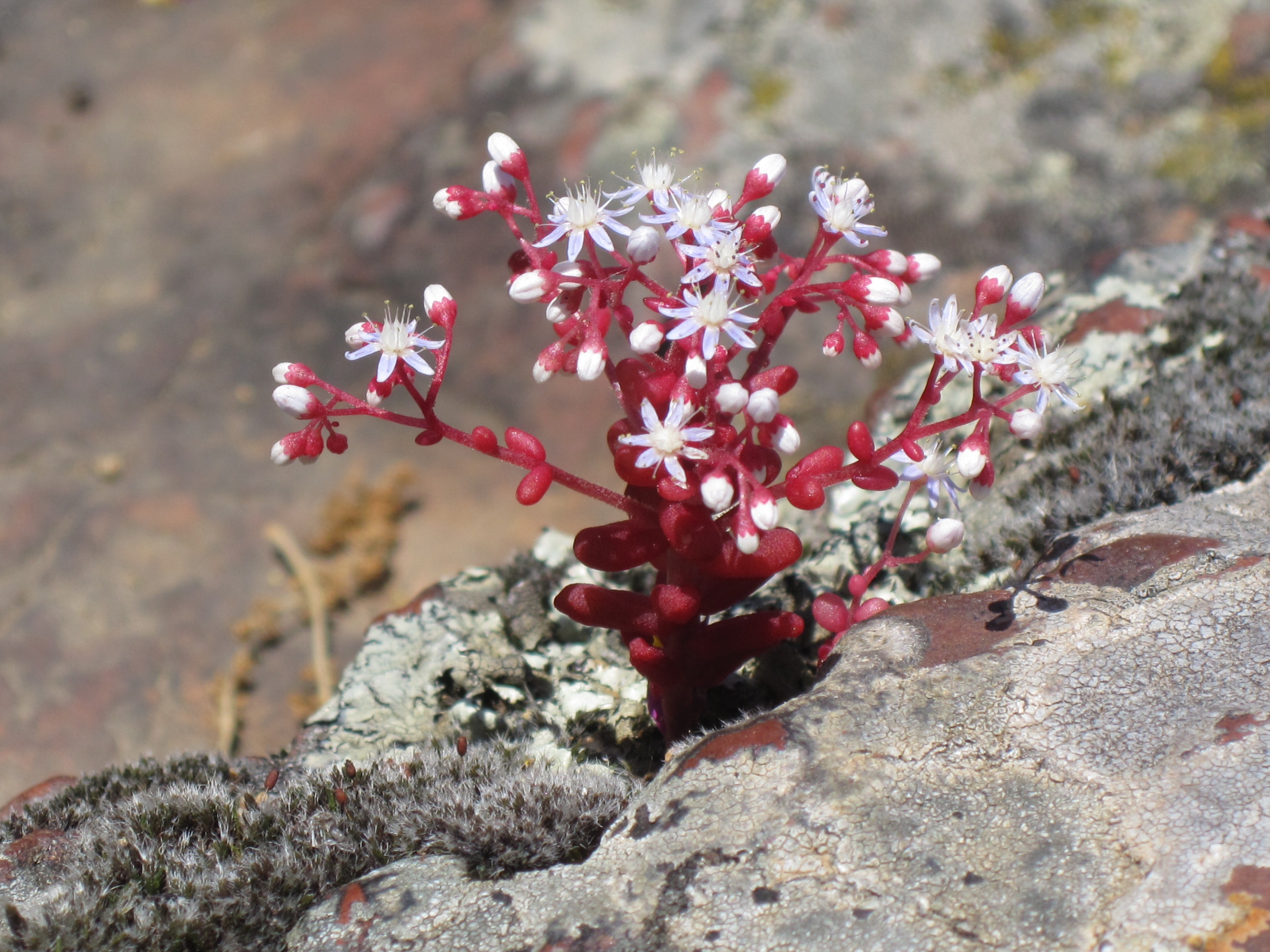
Sedum caeruleum

Apiin kommt in der Petersilie, im Sellerie (Apium graveolens), in Brennnesseln und in Sedum caerulaeum vor.

## Verwendung
Apiin wird als Reduktionsmittel und Stabilisator bei der Herstellung sphärischer Kolloide aus Gold oder Silber verwendet.